# Erol Alkan (DJ)

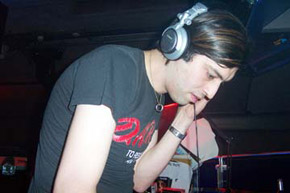
Erol Alkan

Erol Alkan (* 30. Mai 1974 in London) ist ein britischer DJ und Remixer türkisch-zypriotischer Abstammung. 
Sein bekanntester Remix ist die Mashup-Version des Tracks Can't Get You out of My Head von Kylie Minogue, der zugleich die Instrumentaltöne des New-Order-Klassikers Blue Monday enthält. Dieser erschien im Jahre 2002 und wurde bei den Brit-Awards 2002 gespielt, nachdem Kylie Minogue ihre Auszeichnung erhalten hatte.
2004 erreicht er Platz 6 bei der Wahl zum besten DJ der Welt im britischen Fachblatt Mixmag. 

## Diskographie
2005 A Bugged Out Mix by Erol Alkan (Sampler/Compilation)

### Remixe
| Jahr | Interpret             | Titel                       |
| ---- | --------------------- | --------------------------- |
| 2004 | Mylo                  | "Drop the Pressure"         |
| 2004 | Alter Ego             | "Rocker"                    |
| 2004 | Death from Above 1979 | "Romantic Rights"           |
| 2005 | The Chemical Brothers | "Believe"                   |
| 2005 | Bloc Party            | "She's Hearing Voices"      |
| 2005 | Mystery Jets          | "Zoo Time"                  |
| 2006 | Franz Ferdinand       | "Do You Want To"            |
| 2006 | Hot Chip              | "Boy from School"           |
| 2006 | Daft Punk             | "The Brainwasher"           |
| 2006 | Riton                 | "Squaque Eyes"              |
| 2006 | Klaxons               | "Atlantis to Interzone"     |
| 2006 | Justice               | "Waters of Nazareth"        |
| 2006 | Scissor Sisters       | "I Don't Feel Like Dancin'" |
| 2007 | Klaxons               | "Golden Skans"              |
| 2007 | Digitalism            | "Jupiter Room"              |
| 2007 | Interpol              | "Mammoth"                   |
| 2007 | La Priest             | "Engine"                    |
| 2008 | Fan Death             | "Veronica's Veil"           |
| 2010 | MGMT                  | "Congratulations"           |
| 2011 | Metronomy             | "The Bay"                   |